# الوعي مفسرا
الوعي مُفَسّراً (Consciousness Explained) هو كتابٌ صدر في عام 1991م عن الفيلسوف الأمريكيّ دانيال دينيت (Daniel Dennett) طرح فيه الكاتب تبياناً لكيفيّة ظهور الوعي عند الفرد نتيجة للّتفاعلات الفيزيائيّة والمعرفيّة في الدماغ.

## الملخّص
وضع دينيت نموذج (المخططات المتعددة للوعي) ممّا يشير إلى أنّه لا يوجد مكان مركزيّ واحد أو ما يسمّى بالـ «المسرح الديكارتي»Cartesian theater)) حيث تحدث التجربة الواعية، وبدلاّ من ذلك هناك «أحداث مختلفة من ترسيخ المحتوى تحدث في أماكن مختلفة وفي أوقات مختلفة في الدماغ». يتكون الدماغ من «مجموعة من الواسطات شبه المستقلة»؛ وعندما يحدث «ترسيخ المحتوى» في واحدة من هذه الواسطات قد تنتشر آثار ذلك الترسيخ بحيث تؤدّي إلى نطق إحدى الجمل التي تشكّل القصّة، والشخصيّة المركزية فيها هي الذّات. يرى دينيت الوعي على أنّه القصة المتسلسلة الظاهرة للتطابق الضمني في الدماغ.
أحد ادّعاءات دينيت الأكثر إثارة للجدل هو أنّ الكواليا (qualia) -التي تعني المكوّن الداخلي والشخصيّ لمفاهيم الإحساس الناتجة عن تحفيز الحواس بالأحداث والظواهر- لا توجد ولا يمكنها أن تكون موجودة كما تمّ وصفها. وتتمثّل الحجّة الرئيسيّة لدينيت في أنّ الخصائص المختلفة التي ينسبها الفلاسفة إلى الكواليا -من المفترض أن تكون الكواليا راسخة عند الفرد، وغير قابلة للوصف، وشخصيّة، ويمكن الوصول إليها مباشرة وما إلى ذلك- فهي خصائص غير متوافقة، وبالتالي فإن فكرة «الكواليا» غير متماسكة. إنّ عدم وجود الكواليا سيعني أنّه لا توجد مشكلة مستعصية في الوعي (hard problem of consciousness)، وأنّ «الزومبي الفلسفي» -الذي من المفترض أن يتصرف كإنسان في كل شيء لأنّه يفتقر إلى الكفاءة- لا يمكن له أن يكون موجوداً. لذا وكما أشار دينيت بامتعاض، فهو ملتزم بالاعتقاد بأننا جميعًا كائنات زومبية فلسفيّة (إذا حدّدنا مصطلح «الزومبي الفلسفي» بأنه متطابق وظيفيًا مع كائن بشري دون أي جوانب إضافية غير مادّيّة) - موضّحًا أنّ ملاحظته هذه قابلة لسوء التفسير بشكلٍ كبير.
يدّعي دينيت أن أدمغتنا لا تحمل سوى القليل من التفاصيل الملحوظة عن العالم، وهذا هو السبب الوحيد على الإطلاق الذي يجعلنا قادرين على القيام بالأعمال. وبالتالي، فإننا لا نخزّن الصور الدقيقة في الذاكرة قصيرة المدى، لأنّ ذلك ليس ضروريّاً وسيتستهلك طاقة حسابيّة قيّمة، وبدلًا من ذلك، نقوم بتسجيل ما تمّ تغييره فقط ونفترض أنّ ما تبقّى بقي على حاله، ممّا يؤد] بنا إلى فقدان بعض التفاصيل، كما هو موضّح في التجارب والأوهام المختلفة التي حدّد دينيت بعضها. تشير الأبحاث التي نشرت بعد كتاب دينت إلى أنّ بعض نظريّاته كانت أكثر تحفظًا ممّا كان مُتوقعًا. وبعد عام من نشر كتاب «الوعي مُفَسّراً»، كتب دينيت: «أتمنّى لو أنّني كنت أكثر جرأةً في الماضي، لأنّ التأثيرات كانت أقوى مما ادّعيت». منذ ذلك الحين تستمر الأمثلة في مراكمة الطبيعة الوهميّة لعالمنا البصري.
نظريّة Heterophenomenology-مصطلح صاغه لأول مرّة الفيلسوف دانيال دينيت ويعني علم الظواهر في الآخر وليس الذات- هي إحدى النظريّات الفلسفيّة الرئيسية، حيث يتمّ التعامل مع الأحداث اللفظية أو المكتوبة للموضوعات على أنّها مشابهة لخيال صاحب النظرية -فلا يتم التشكيك في الحدث بحدّ ذاته، ولكن لا يُفترض أن يكون حدثاً غير قابل للتغيير يعبّر عن الحالة الداخلية لهذا الموضوع-. هذا النهج يسمح للأحداث التي تتعلق بموضوع معيّن أن تُستخدم كحقائق في البحث النفسي، وبالتالي التحايل على حدود السلوكية الكلاسيكية.
يقول دينيت أنّ النظرية الوحيدة التي تفسّر الأحداث الواعية باعتبارها أحداث لاواعية هي النظريّة الوحيدة التي يمكنها أن تفسر الوعي على الإطلاق: «أن تشرح الأمر هو أن تذهب بعيداً في شرحه».

## افتتاحية
يعلّق منتقدو نهج دينيت، مثل ديفيد تشالمرز (David Chalmers) وتوماس ناغل (Thomas Nagel)، بأنّ حجّة دينيت تتجاوز نقطة الاستعلام بمجرد إعادة تعريف الوعي كملكيّة خارجية وتجاهل الجانب الشخصي تمامًا. وقد أدّى هذا بالمنتقدين لتلقيب الكتاب بـ «تجاهل الوعي الذهاب بعيداً في تفسيره». ومع ذلك، يستجيب دينيت ومؤيدوه المادّيّون الإقصائيّون إلى أنّ «الجانب الموضوعيّ» المذكور أعلاه للعقول الواعية غير موجود، وهو بقايا غير علميّة لـ «علم النفس الشعبي» الفطري، وأنّ إعادة تعريفه المزعومة هي الوصف المترابط الوحيد للوعي.
ومع ذلك، يجادل جون سيرل  بأنّ دينيت -الذي يصرّ على أنّ مناقشة النفسانيّة هي محض هراء لأنها غير علميّة والعلم يفترض الموضوعية- يرتكب خطاً في الفئة. يجادل سيرل بأنّ هدف العلم هو إنشاء وتصديق التصريحات الموضوعية من الناحية الإبشارية (بمعنى أنه يمكن اكتشاف الحقيقة وتقييمها من قبل أي طرف معني)، ولكنّها ليست بالضرورة موضوعيّة من الناحية الجوهريّة. يدعى سيرل أي حكم قيم هو حكم مبتكر ذاتيّاً. وهكذا، فإن جملة «قمّة جبل مكينلي (McKinley) أجمل من قمة إفيريست (Everest)» هي جملة ذاتيّة، في حين أنّ جملة «إنّ قمّة جبل ميكنلي أعلى من قمّة إيفرست» هي جملة موضوعيّة. وبعبارة أخرى، فإنّ الجملة الثانية قابلة للتقييم (في الواقع قابلة للتمييز) بمعيار مفهوم («الخلفية») لارتفاع الجبل، مثل «القمة على بعد عد كبير من الأمتار فوق مستوى سطح البحر»، أمّا في حالة توصيف الجمال فلا توجد مثل هذه المعايير، يقول سيرل أنّ وجهة نظر دينيت تقول بعدم وجود وعي بالإضافة إلى السمات الحسابية، لأن كلّ ما يصل إليه في تعريف الوعي هو أنّه: مجرّد آثار آلة افتراضية لفون نيومان (Von Neumann) تنفذ في بنية متوازية، وبالتالي فإنّ الحالات الواعية خادعة. ولكن وبالمقابل، يؤكّد سيرل أنه «عندما يتعلق الأمر بالوعي، فإن وجود المظهر هو الواقع».
وقال سيرل كذلك: